# Marián Jokel
Marián Jokel (17. října 1941 Grinava – 15. června 1997 Považská Bystrica) byl slovenský fotbalista, který nastupoval jako záložník nebo útočník. Po skončení hráčské kariéry se stal trenérem.

## Hráčská kariéra
V československé nejvyšší soutěži hrál za TJ Slovan ChZJD Bratislava, aniž by skóroval.

### Prvoligová bilance
| Ročník          | Zápasy | Góly | Minuty | Klub                       |
| --------------- | ------ | ---- | ------ | -------------------------- |
| I. liga 1964/65 | 5      | 0    | 405    | TJ Slovan ChZJD Bratislava |
| I. liga 1965/66 | 1      | 0    | 90     | TJ Slovan ChZJD Bratislava |
| CELKEM I. LIGA  | 6      | 0    | 495    |                            |

## Trenérská kariéra
V sezoně 1984/85 a na podzim 1985 byl asistentem Štefana Hojsíka u druholigového mužstva ZVL Považská Bystrica.